# Loi sur la révocation de la naturalisation et la révocation de la citoyenneté allemande
La loi sur la révocation de la naturalisation et la privation de la citoyenneté allemande fut adoptée le 14 juillet 1933 : elle disposait de la révocation de la nationalité allemande pour l'ensemble des personnes l'ayant acquise après la révolution de novembre 1918 ou dont l'affiliation politique les excluaient de la communauté allemande. Elle concernait non seulement l'ensemble des Allemands naturalisés depuis 1918 et résidents légaux sur le territoire du Reich, mais également les Allemands résidents à l'étranger, ayant pour effet de rendre dans la plupart des cas ces personnes apatrides.

## Contenu

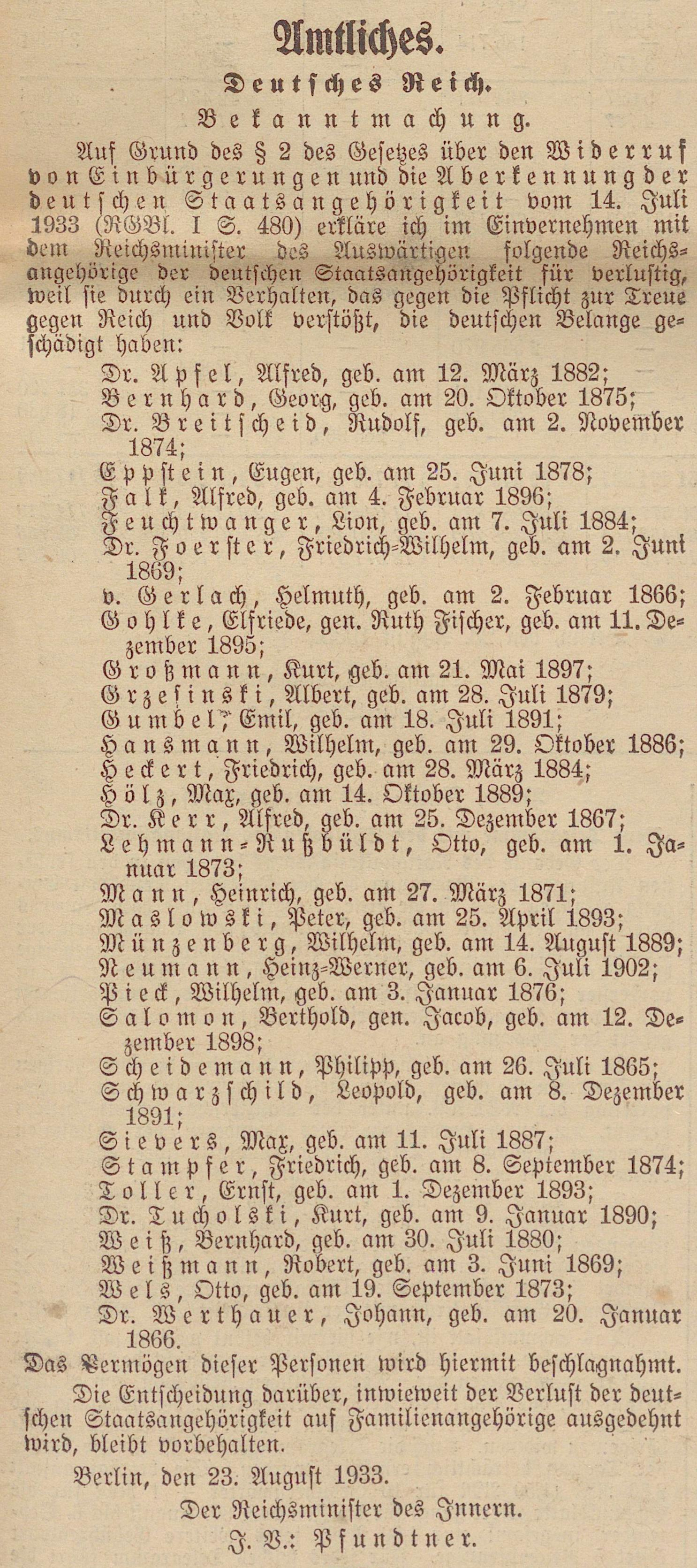
Liste nominative de révocation de la nationalité allemande éditée au Reichsblattgesetz.

La loi disposait que l'ensemble des naturalisations ayant été octroyées à des personnes majeures entre le 9 novembre 1918 et le 30 janvier 1933 pouvaient être révoquées par les autorités du Land ou par le ministère du Reich à l'Intérieur. Cette possibilité de révoquer la nationalité devait être mise en œuvre sous deux ans par l'autorité compétente.
Cette loi visait également les ressortissants allemands à l'étranger et dont le comportement ou les agissements politiques à l'encontre du nouveau régime constituaient un manquement manifeste au devoir d'allégeance envers le Reich et le peuple allemands « [...] die Pflicht zur Treue gegen Reich und Volk » et ayant porté atteinte aux « intérêts allemands ». L'ensemble de leur patrimoine pourrait être saisi et sans réponse de leur part sous deux ans, être versé au Reich allemand.
La première liste officielle de dénaturalisés fut émise le 25 août 1933 et visait 33 personnalités, toutes connues pour leur opposition politique au régime national-socialiste ou ayant joué un rôle dans la révolution allemande de novembre 1918.

## Effets légaux
Un total de 40 000 personnes étaient potentiellement concernées par cette loi, au premier chef desquelles 16 000 Juifs qui avaient émigré de la Pologne et des pays baltes vers l'Allemagne après 1918, de même que les réfugiés politiques ayant fui la Russie soviétique après la révolution de 1917 ou les opposants au régime fasciste de Mussolini après 1922.
L'esprit de la loi visait initialement à faire pression sur les opposants politiques et ne visait pas directement les Juifs étant donné que l'écrasante majorité des Juifs allemands étaient déjà citoyens du Reich avant 1918. Ce seront les lois raciales de 1935 qui officialiseront l'exclusion des juifs de la citoyenneté allemande.
Même le départ non autorisé d'un Juif était considéré comme une violation du «devoir de loyauté envers le Reich et le peuple allemands » et pouvait conduire à son expropriation. Selon un décret secret de Heinrich Himmler du 30 mars 1937, un « abus racial » ou le non-paiement des impôts et taxes d'un émigrant était un « comportement préjudiciable au peuple », qui devait donner droit au retrait de la citoyenneté.
Cette loi visait également les enfants nés des unions survenues entre des femmes allemandes et des soldats des troupes coloniales françaises qui avaient occupé la Rhénanie entre 1923 et 1933, et plus généralement l'ensemble des métis dont l'un des parents n'était pas de souche aryenne.

## Abrogation
La loi sur la révocation de la naturalisation et la privation de la citoyenneté allemande fut abrogée en même temps que l'ensemble de la législation nationale-socialiste par la loi no 1 du Conseil de contrôle allié portant abrogation du droit nazi promulguée le 20 septembre 1945.

## Littérature
- Klaus Pfeiffer, Joachim Rott: Die erste Ausbürgerungsliste vom 25. August 1933, Berlin 2016, Hentrich & Hentrich, Topographie de la terreur